# Ozobranchus jantseanus
 Ozobranchus jantseanus  ist eine Art der Egel (Hirudinea), die an Süßwasser-Schildkröten in China und Japan parasitiert. In Experimenten konnte nachgewiesen werden, dass die Tiere in der Lage sind, extreme Temperaturen und das Einfrieren in flüssigem Stickstoff zu überleben.

## Merkmale
Ozobranchus jantseanus erreicht eine Körperlänge von 2,2 bis 7,0 Millimeter und einen maximalen Durchmesser von 1,2 bis 3,0 Millimetern. Das für die Erstbeschreibung genutzte Tier war 9 Millimeter lang und hatte einen Durchmesser von maximal 2 Millimetern. Der Körper ist hell gefärbt und besitzt seitlich auffällige Fransen, die aus 11 paarigen und durchgehend gleich großen Kiemenbüscheln bestehen. Dies unterscheidet ihn von Ozobranchus margoi mit 5 und Ozobranchus branchiatus mit 7 paarigen Kiemenbüscheln.
Der Körper besteht aus zwei deutlich unterschiedlichen Regionen, einem Kopf- und Halsbereich sowie dem Rumpfbereich. Der Kopf und Hals sind nicht deutlich getrennt und bestehen aus 18 Ringen, wobei die ersten 3 Ringe auf der Ventralseite den Mundsaugnapf des Egels bilden. Der zweite Ring trägt am vorderen Rand beiderseits der Mitte ein Paar Punktaugen. Kurz vor dem Übergang zum Rumpfbereich befinden sich bauchseits die männlichen und weiblichen Geschlechtsöffnungen, deren Abstand voneinander weniger als eine Ringelbreite beträgt. Der Rumpf besteht aus 27 Ringen, wobei sich erst je 11 breitere und schmalere Ringe abwechseln und am Ende 5 Ringe kommen, die in ihrer Größe abnehmen. Auf der Bauchseite sind die breiteren und schmaleren Ringe jeweils miteinander verschmolzen. Die breiten Ringe besitzen an ihren Seiten jeweils einen Kiemenbüschel, der aus einem kurzen Basalstück besteht, der sich dann in zwei Äste und später in fünf bis sieben Kiemenfäden aufspaltet. Diese Kiemenbüschel sind alle gleich groß, während sie bei anderen Arten der Gattung in der Größe nach hinten hin abnehmen und eher denen der Gattung Branchellion entsprechen.
Am Ende des Rumpfes schließt sich der hintere Saugnapf an die durch die kleineren Ringe gebildete Verengung an. Der Saugnapf entspricht in seinem Durchmesser etwa der Rumpfbreite mit maximal 2 Millimetern.

## Verbreitung
Das Verbreitungsgebiet von Ozobranchus jantseanus umfasst Teile Ostasiens und ist an das Vorkommen der als Wirte dienenden Süßwasserschildkröten gebunden. Er wurde ursprünglich aus Wuchang, heute ein Stadtteil der Stadt Wuhan in der Volksrepublik China, beschrieben, darüber hinaus ist er vor allem aus Japan bekannt.

## Lebensweise
Ozobranchus jantseanus lebt als Ektoparasit an mehreren Arten von süßwasserlebenden Schildkröten in Japan. Nachgewiesen ist der Egel vor allem für die beiden Arten Chinemys reevesii und Mauremys japonica, 2012 wurde er zudem an der in Japan eingeführten Rotwangen-Schmuckschildkröte (Trachemys scripta elegans) nachgewiesen. Andere Arten der Gattung kommen dagegen ausschließlich an marinen Schildkröten vor.
An den Schildkröten siedelt er sich vor allem in den weicheren Bereichen der Hautfalten zwischen dem Bauch- und dem Rückenpanzer (Plastron und Carapax) an, zudem lebt er im Bereich der Augenhöhlen oder auch innerhalb des Schildkrötenpanzers. Bei einer Rotwangen-Schmuckschildkröte wurden auch Tiere im Maul nachgewiesen, die wahrscheinlich durch eine Verletzung des Schnabels eingedrungen sind.

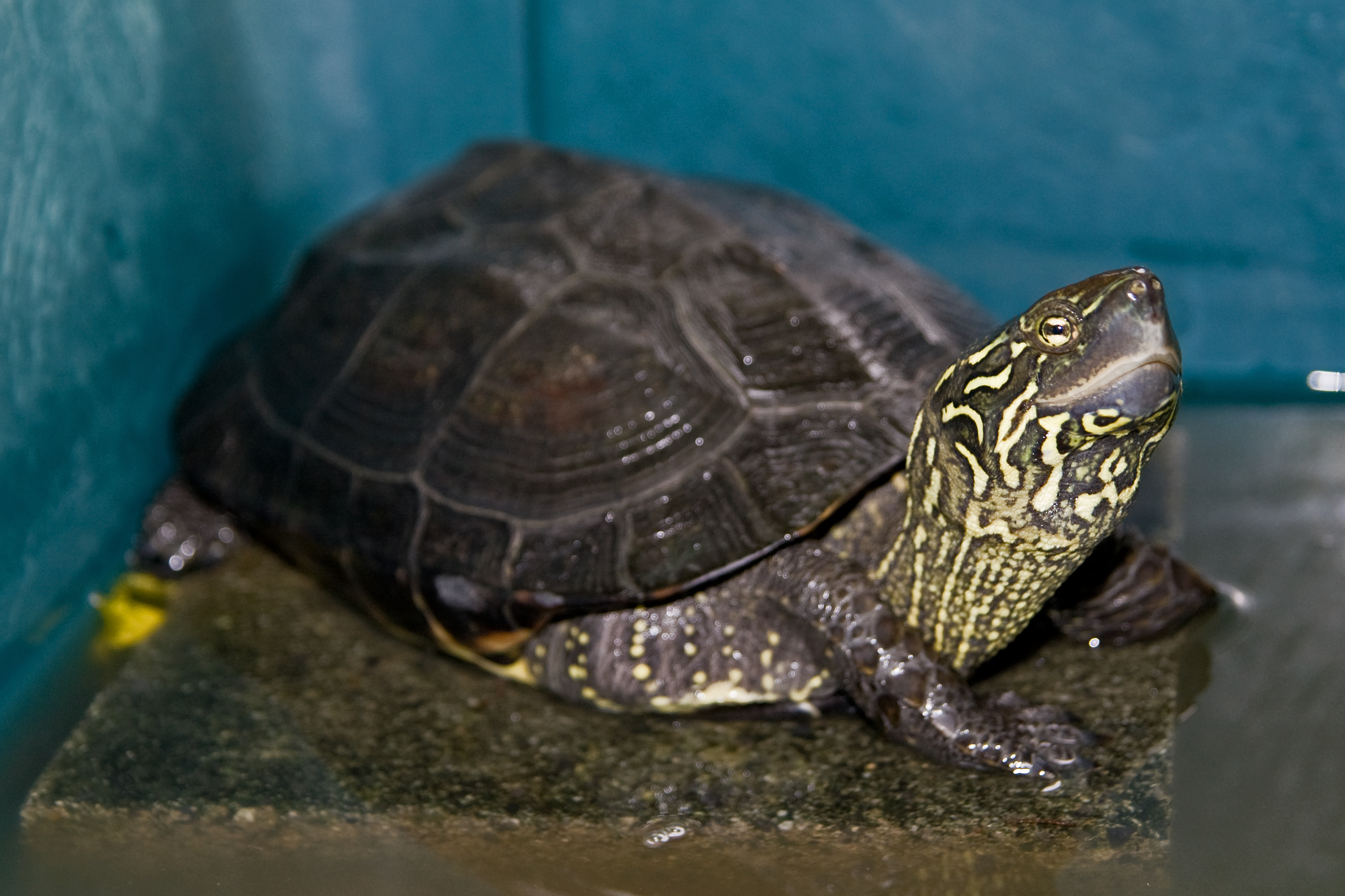
Chinemys reevesii
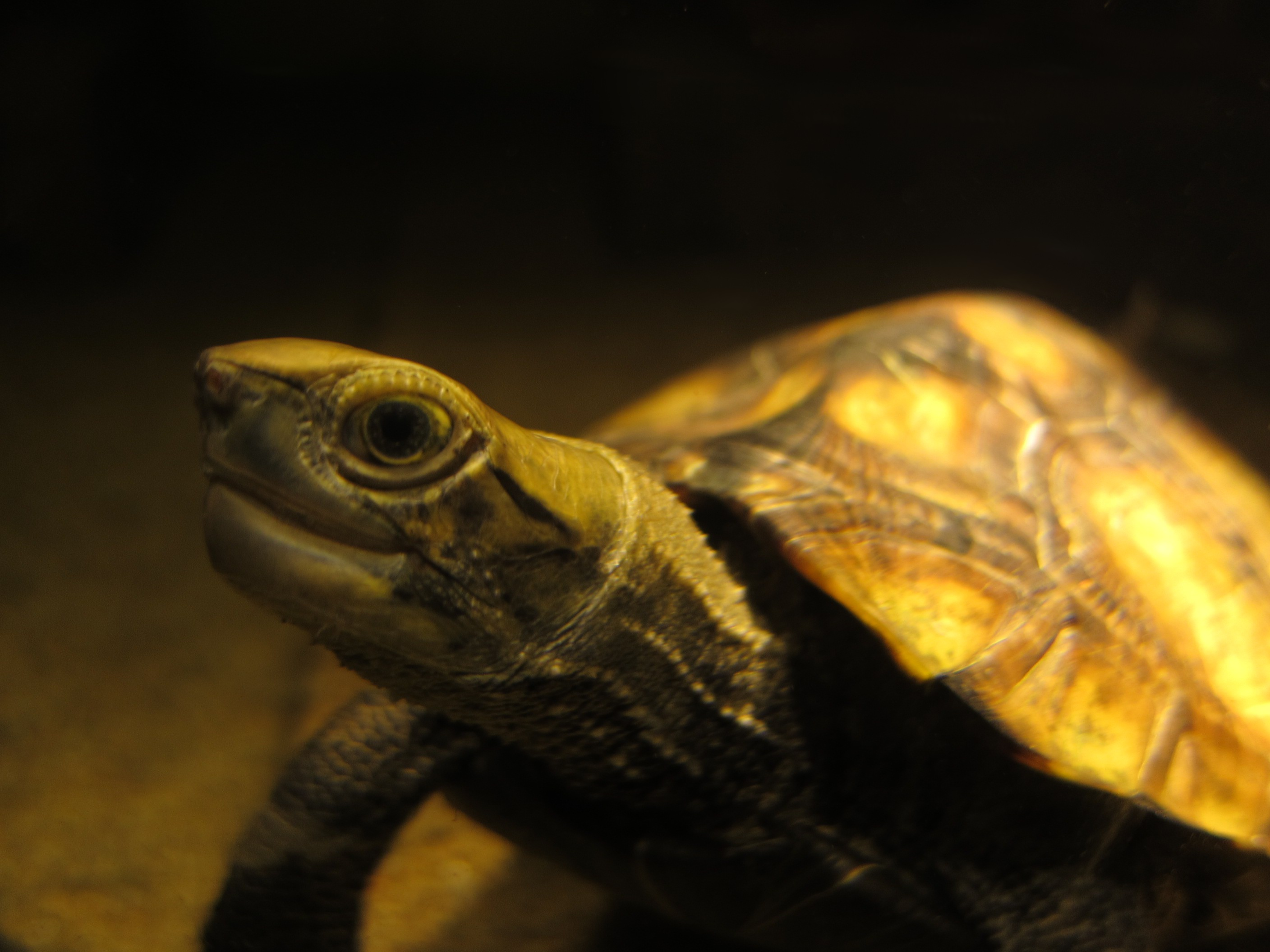
Mauremys japonica
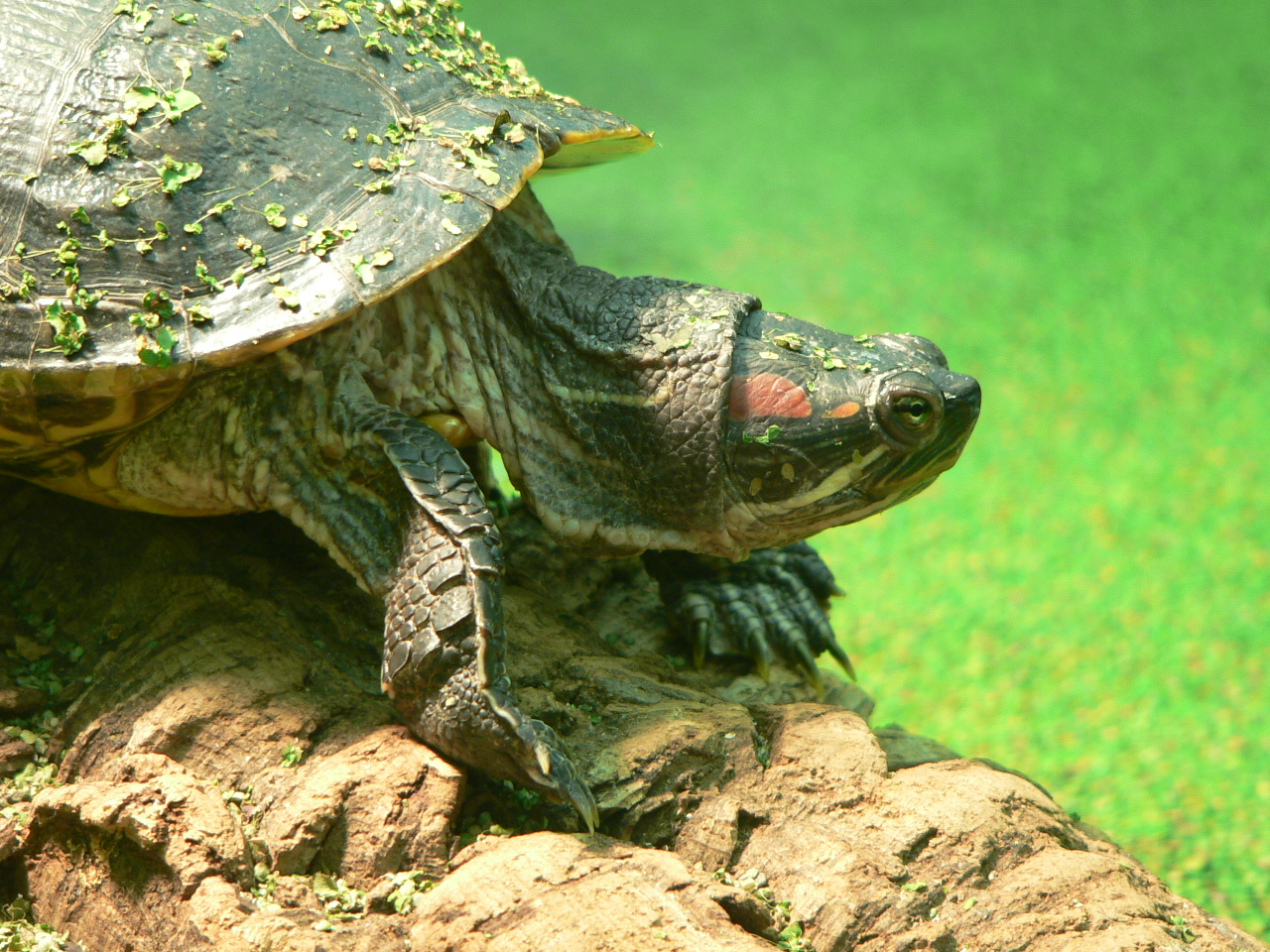
Rotwangen-Schmuckschildkröte (Trachemys scripta elegans)

Die Eiablage erfolgt in Ballen, die am Rückenpanzer befestigt werden, dies konnte jedoch nicht für den Befall an der Rotwangen-Schmuckschildkröte nachgewiesen werden. Von hier gehen die Jugendstadien des Egels auf die Eier der Schildkröten über und die Egel verbleiben auf den Wirtstieren während des gesamten Lebens.
Bei Untersuchungen des Egels konnte festgestellt werden, dass dieser auch unter extremen Kältebedingungen überleben kann und zu einer Kryobiose befähigt ist. Er erträgt das Einfrieren und Auftauen und überlebt sogar ein Einfrieren in Flüssigstickstoff bei einer Temperatur von −196 °C über einen Zeitraum von 24 Stunden. Einfrieren bei −90 °C überlebt er über einen Zeitraum von bis zu 32 Monaten und auch mehrfaches, zyklisches Einfrieren bis −100 °C und Auftauen auf 20 °C kann er überstehen. Damit zeigt er eine Toleranz gegenüber Extremtemperaturen, die bislang bei anderen Egeln nicht nachgewiesen werden konnte. Auch für andere Organismen, darunter etwa Bärtierchen oder Fliegenlarven (Chymomyza costata), konnten nur geringere Überlebensraten bei kürzer andauernden Experimenten nachgewiesen werden. Anzeichen für eine Anhydrobiose (Dehydrierung vor dem Einfrieren) oder die Produktion von Trehalose oder Glycerin als Gefrierschutz konnten bei dem Egel nicht nachgewiesen werden und man geht davon aus, dass er auch beim Einfrieren Wasser in den Zellen behält.

Überlebensrate von Ozobranchus jantseanus bei Langzeit-Einfrieren
Überlebensrate von Ozobranchus jantseanus bei wiederholtem Einfrieren
Überlebensraten verschiedener Egel-Arten bei −90 °C und −196 °C

Da die Schildkröten und damit auch die Egel öfter Temperaturen von 0 °C und darunter ausgesetzt sind, ist eine grundsätzliche Kältetoleranz der Egel sinnvoll, allerdings werden sie im natürlichen Lebensraum niemals den Extrembedingungen der Experimente ausgesetzt.

## Systematik
Ozobranchus jantseanus wird als eigenständige Art der Gattung Ozobranchus innerhalb der Ozobranchidae eingeordnet. Alle sieben bekannten Arten der Gattung leben ektoparasitisch an Schildkröten. Die Erstbeschreibung von Ozobranchus jantseanus erfolgte 1912 durch den japanischen Zoologen Oka Asajirō anhand eines einzigen Individuums, das er von einem Kollegen aus Wuchang in China, heute ein Stadtteil der Stadt Wuhan, Provinz Hubei, am Jangtsekiang, nach dem er benannt ist, erhielt.